# Gentianella huancaveliquensis
Gentianella huancaveliquensis är en gentianaväxtart som beskrevs av Fabris. Gentianella huancaveliquensis ingår i släktet gentianellor, och familjen gentianaväxter. Inga underarter finns listade i Catalogue of Life.